# Marienglocke (Stendal)
Die Maria ist eine mittelalterliche Glocke in der Marienkirche in Stendal.

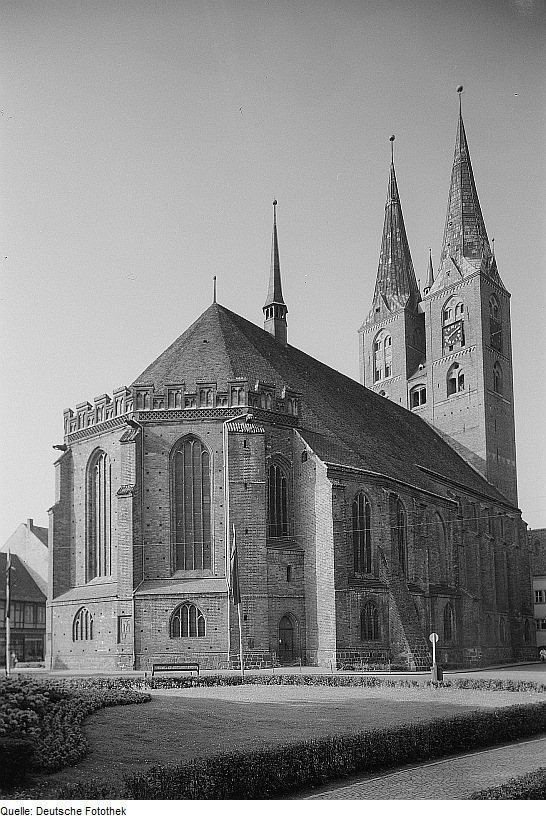
Marienkirche Stendal

Die Glocke wurde 1490 von dem berühmten niederländischen Glockengießer Gerhard van Wou gegossen und gehört zu den bedeutendsten Glocken in Deutschland.
Sie hat mit 4980 kg fast 5 Tonnen Gewicht und einen Durchmesser von 1,99 m.